# Huis Anhalt-Plötzkau
Het huis Anhalt-Plötzkau was een Duitse vorstelijke dynastie die in de 17e, 18e en 19e eeuw regeerde. Aanvankelijk regeerde het huis in het vorstendom Anhalt-Plötzkau, een niet-zelfstandig gebied binnen Anhalt-Bernburg. In 1665 erfden de vorsten van Plötzkau het vorstendom Anhalt-Köthen, dat in 1807 tot hertogdom verheven werd. Tussen 1765 en 1846 regeerde de zijlinie Anhalt-Köthen-Pleß over de heerlijkheid Pleß in Silezië. In 1847 stierf het Huis Anhalt-Plötzkau uit in mannelijke lijn.

## Stamboom
In de onderstaande stamboom zijn alle leden van het huis Anhalt-Plötzkau opgenomen, met uitzondering van jong gestorven kinderen. Huwelijken zijn aangegeven met het huwelijkssymbool () dat twee ringen voorstelt. Regerende vorsten zijn vetgedrukt weergegeven.
- August (1575–1653), vorst van Anhalt-Plötzkau
  Sybilla (1590–1659), dochter van Johan George van Solms-Laubach
  - Johanna (1618–1676), decanes in Quedlinburg
  - Ernst Gottlieb (1620–1654), vorst van Anhalt-Plötzkau
  - Lebrecht (1622–1669), vorst van Anhalt-Plötzkau en Anhalt-Köthen
  Sophia Eleonora (1628–1675), dochter van Hendrik Volrad van Stolberg-Wernigerode
  - Dorothea (1623–1637)
  - Sophia (1627–1679)
  - Elizabeth (1630–1692)
  -  Emanuel (1631–1670), vorst van Anhalt-Plötzkau en Anhalt-Köthen
  Anna Eleonora (1651–1690), dochter van Hendrik Ernst van Stolberg-Wernigerode
    -  Emanuel Lebrecht (1671–1704), vorst van Anhalt-Köthen
  Gisela Agnes von Rath (1669–1740)
      - Leopold (1694–1728), vorst van Anhalt-Köthen
 1  Frederika Henriëtte (1702–1723), dochter van Karel Frederik van Anhalt-Bernburg
 2  Charlotte Frederica (1702–1785), dochter van Frederik Willem Adolf van Nassau-Siegen
        - 1 Gisela Agnes (1722–1751)  Leopold II Maximiliaan van Anhalt-Dessau (1700–1751)

      - Eleonora Wilhelmina (1696–1726)
 1  Frederik Erdmann van Saksen-Merseburg (1691–1714)
 2  Ernst August I van Saksen-Weimar-Eisenach (1688–1748)
      - August Lodewijk (1697–1755), vorst van Anhalt-Köthen
 1  Agnes Wilhelmine von Wuthenau (1700–1725)
 2  Christina Johanna Emilia (1708–1732), dochter van Erdmann II von Promnitz
 3  Anna Frederika (1711–1750), dochter van Erdmann II von Promnitz
        - 1 Agnes Leopoldina (1724–1766)
        - 2 Christiana Anna Agnes (1726–1790)  Hendrik Ernst van Stolberg-Wernigerode (1717–1778)
        - 2 Johanna Wilhelmina (1728–1786)  Johann Carl Friedrich zu Carolath-Beuthen (1716–1791)
        - 2 Karel George Lebrecht (1730–1789), vorst van Anhalt-Köthen
  Louise (1749–1812), dochter van Frederik van Sleeswijk-Holstein-Sonderburg-Glücksburg
          - August Christiaan (1769–1812), vorst en hertog van Anhalt-Köthen
  Frederika (1777–1821), dochter van Frederik August van Nassau-Usingen
          - Karel Willem (1771–1793)
          - Lodewijk (1778–1802)
  Louise (1779–1811), dochter van Lodewijk I van Hessen-Darmstadt
            -  Lodewijk August (1802–1818), hertog van Anhalt-Köthen

        - 2 Frederik Erdmann (1731–1797), heer van Pleß
  Louise (1744–1784), dochter van Hendrik Ernst van Stolberg-Wernigerode
          - Ernst (1768–1808)
          - Ferdinand (1769–1830), heer van Pleß en hertog van Anhalt-Köthen
 1 Louise (1783–1803), dochter van Frederik Karel Lodewijk van Sleeswijk-Holstein-Sonderburg-Beck
 2 Julia von Brandenburg, dochter van Frederik Willem II van Pruisen
          - Anna Emilia (1770–1830)  Hans Heinrich VI. von Hochberg-Fürstenstein (1768–1833)
          - Christiane (1774–1783)
          - Hendrik (1778–1847), heer van Pleß en hertog van Anhalt-Köthen
          - Christiaan Frederik (1780–1813)
          -  Lodewijk (1783–1841), heer van Pleß

        - 3 Charlotte Sophia (1733–1770)
        -  3 Maria Magdalena (1735–1783)

      -  Christiana Charlotte (1702–1745)